# Dorota Kawińska-Domurad
Dorota Ewa Kawińska-Domurad (ur. 19 września 1962 w Kłodzku) – polonistka, burmistrz Kłodzka w latach 1998–1999.

## Życiorys
Ukończyła Szkołę Podstawową nr 1 im. Adama Mickiewicza w Kłodzku, a następnie Liceum Ogólnokształcące im. Bolesława Chrobrego. Po uzyskaniu świadectwa dojrzałości rozpoczęła studia polonistyczne na Uniwersytecie Wrocławskim.
Od 1987 pracowała jako nauczycielka języka polskiego w Szkole Podstawowej nr 5 w Kłodzku, której była dyrektorem (1993–1998). W 1998 została wybrana do Rady Miejskiej w Kłodzku III kadencji z ramienia komitetu wyborczego Nasze Kłodzko oraz burmistrzem Kłodzka. Tę ostatnią funkcję pełniła przez rok, po czym w listopadzie 1999 została odwołana przez radę miejską. Była jednocześnie prezesem zarządu Stowarzyszenia Gmin Ziemi Kłodzkiej oraz przewodniczącą Rady Euroregionu Glacensis. W latach 2000–2004 pełniła funkcję dyrektora powiatowego Centrum Doskonalenia Dorosłych.
Po 2002 wycofała się z działalności samorządowej, wracając do pracy zawodowej.